# 충익부
충익부(忠翊府)는 조선시대 원종공신(原從功臣)을 우대하기 위해 만든 관청이다. 원래 1456년(세조 2년)에 기존에 있던 원종공신의 아문(原從功臣衙門, 언제 세워졌는지는 기록에 없음)을 충익사(忠翊司)로 이름을 바꾸면서 생겼다. 그 후 1466년(세조 12년)에 충익부로 승격되었다. 여러 번 충훈부(忠勳府)와 병조(兵曹) 등에 병합되고 독립되기를 반복했다. 요즈음의 국가보훈처에 해당한다.

## 연혁
충익부(忠翊府)가 언제 설립되었는지에 대하여 조선왕조실록(朝鮮王朝實錄)이 나와있지 않다. 따라서 정확한 연대이며 어느 왕 때 세워졌는지 아직 모른다. 다만 충익부(忠翊府)가 조선 세조(世祖) 때 있었다는 기록이 나와있기에 현재 기관 연혁부분에는 세조 이후에 내용을 서술할 것이다.
- 1456년(세조 2년) 6월 8일, 이조(吏曹)의 요청으로 충익부(忠翊府)를 충익사(忠翊司)로 개칭함.
- 1466년(세조 12년) 1월 15일, 충익사(忠翊司)를 충익부(忠翊府)로 개칭하고 도사 2인을 둠.
- 1506년(연산군 12년) 1월 6일, 충익부(忠翊府)를 충익사(忠翊司)로 강등하고 도사를 혁파하고 무록관 2인을 둠.
- 1616년(광해군 8년) 4월 17일, 충익부(忠翊府)를 충익위(忠翊衛)로 개칭하고 원종고신을 윤번(輪番)으로 근무하게 함.
- 1701년(숙종 27년) 12월 27일, 충익부(忠翊府)를 충훈부(忠勳府)에 소속하게 함. (폐지)

## 관직
- 종5품 도사(都事) 2명

## 같이 보기
- 충훈부
- 공신도감